# جيم بندلتون
جيم بندلتون (بالإنجليزية: Jim Pendleton)‏ هو لاعب كرة قاعدة أمريكي، ولد في 7 يناير 1924 في سانت تشارلز في الولايات المتحدة، وتوفي في 20 مارس 1996 في هيوستن في الولايات المتحدة.

## وصلات خارجية
- جيم بندلتون على موقعبيزبول رفرنس.كوم (الدوري الرئيسي) (الإنجليزية)
- جيم بندلتون على موقعبيزبول رفرنس.كوم (الدوري الثانوي) (الإنجليزية)